# La Cruceta
La Cruceta är en ort i Mexiko.   Den ligger i kommunen Carrillo Puerto och delstaten Veracruz, i den sydöstra delen av landet, 280 km öster om huvudstaden Mexico City. La Cruceta ligger 163 meter över havet och antalet invånare är 105.
Terrängen runt La Cruceta är platt, och sluttar österut. Runt La Cruceta är det ganska tätbefolkat, med 65 invånare per kvadratkilometer. Närmaste större samhälle är Cuitláhuac, 20,0 km väster om La Cruceta. Omgivningarna runt La Cruceta är en mosaik av jordbruksmark och naturlig växtlighet.